# アンナ・マリー・ピアース
アンナ・マリー・ピアース（英語: Anna Marie Pearce, 1993年10月27日 - ）は、アメリカ合衆国出身、ハンガリーの女性フィギュアスケート選手（ペア）。パートナーはマジャル・マールクなど。

## 主な戦績
| 大会/年          | 2015-16 |
| ---------------- | ------- |
| 欧州選手権       | 14      |
| ハンガリー選手権 | 1       |
| CSネペラ杯       | 7       |
| ニース杯         | 6       |

### 詳細
| 2015-2016 シーズン      |                                                                        |          |          |           |
| 開催日                  | 大会名                                                                 | SP       | FS       | 結果      |
| 2016年1月25日 - 31日    | 2016年ヨーロッパフィギュアスケート選手権（ブラチスラヴァ）             | 16 36.00 | 14 74.55 | 14 110.55 |
| 2015年12月18日 - 20日   | 四国選手権（トジネツ）                                                 | 1 38.63  | 1 74.13  | 1 112.76  |
| 2015年10月14日 - 18日   | 2015年ニース杯（ニース）                                               | 6 33.06  | 6 65.68  | 6 74.68   |
| 2015年9月30日 - 10月4日 | ISUチャレンジャーシリーズ オンドレイネペラトロフィー（ブラチスラヴァ） | 8 40.24  | 7 74.10  | 7 114.34  |